# 英屬哥倫比亞省41號公路
英屬哥倫比亞省41號公路或是暱稱為丹維爾公路，是一個位於加拿大英屬哥倫比亞省庫特尼地區內3號公路的一個支線公路。此公路北端起自於格蘭德福克斯旁非建制區域的阿蒙加登斯(Almond Gardens)與3號公路的路口，南端終於美加邊境的卡爾森，並連接上21號華盛頓州州道。此公路全線共1.29 km（0.80 mi），為全省最短的公路。全線僅有聯絡地區道路，格蘭德福克斯社區的希爾維尤路(Hillview Rd.)和卡爾森的主要道路東維多利亞大道(Victoria Ave. E.)。此公路最早於1968年入編並取名為41號。原先本應取此公路編號為21號，易於呼應華盛頓州的公路編號設置，但是最終因21號公路早已編列於克雷斯頓一帶，故改為41號。